# DSA-582
La DSA-582 es una carretera perteneciente a la Red Secundaria de la Diputación Provincial de Salamanca que une la localidad de La Zarza de Pumareda con la localidad de Masueco.

## Recorrido
La carretera DSA-582 tiene su origen en La Zarza de Pumareda en la intersección con la carretera DSA-580, y termina en Masueco en la intersección con la carretera SA-314 formando parte de la Red de carreteras de Salamanca.
| La Zarza de Pumareda (Intersección con ) - Masueco (Intersección con ) | La Zarza de Pumareda (Intersección con ) - Masueco (Intersección con ) | La Zarza de Pumareda (Intersección con ) - Masueco (Intersección con ) | La Zarza de Pumareda (Intersección con ) - Masueco (Intersección con ) | La Zarza de Pumareda (Intersección con ) - Masueco (Intersección con ) | La Zarza de Pumareda (Intersección con ) - Masueco (Intersección con ) | La Zarza de Pumareda (Intersección con ) - Masueco (Intersección con ) | La Zarza de Pumareda (Intersección con ) - Masueco (Intersección con ) | La Zarza de Pumareda (Intersección con ) - Masueco (Intersección con ) | La Zarza de Pumareda (Intersección con ) - Masueco (Intersección con ) | La Zarza de Pumareda (Intersección con ) - Masueco (Intersección con ) |
| Esquema                                                                | PK                                                                     | Sentido Masueco                                                        | Sentido Masueco                                                        | Sentido Masueco                                                        | Sentido Masueco                                                        | Sentido La Zarza de Pumareda                                           | Sentido La Zarza de Pumareda                                           | Sentido La Zarza de Pumareda                                           | Sentido La Zarza de Pumareda                                           | Incidencias                                                            |
| Esquema                                                                | PK                                                                     | Velocidad                                                              | Elemento                                                               | Salida                                                                 | Salida                                                                 | Salida                                                                 | Salida                                                                 | Elemento                                                               | Velocidad                                                              | Incidencias                                                            |
| Esquema                                                                | PK                                                                     | Velocidad                                                              | Elemento                                                               | Dir.                                                                   | Nombre                                                                 | Nombre                                                                 | Dir.                                                                   | Elemento                                                               | Velocidad                                                              | Incidencias                                                            |
| ---------------------------------------------------------------------- | ---------------------------------------------------------------------- | ---------------------------------------------------------------------- | ---------------------------------------------------------------------- | ---------------------------------------------------------------------- | ---------------------------------------------------------------------- | ---------------------------------------------------------------------- | ---------------------------------------------------------------------- | ---------------------------------------------------------------------- | ---------------------------------------------------------------------- | ---------------------------------------------------------------------- |
|                                                                        | 0,0                                                                    |                                                                        |                                                                        | Aldeadávila de la Ribera                                               | Aldeadávila de la Ribera                                               | Aldeadávila de la Ribera                                               |                                                                        |                                                                        |                                                                        |                                                                        |
| Barruecopardo                                                          | 0,0                                                                    |                                                                        |                                                                        |                                                                        |                                                                        |                                                                        |                                                                        |                                                                        |                                                                        |                                                                        |
|                                                                        | 0,2                                                                    |                                                                        |                                                                        | LA ZARZA DE PUMAREDA                                                   | LA ZARZA DE PUMAREDA                                                   | LA ZARZA DE PUMAREDA                                                   | LA ZARZA DE PUMAREDA                                                   |                                                                        |                                                                        |                                                                        |
|                                                                        | 5,2                                                                    |                                                                        |                                                                        | MASUECO                                                                | MASUECO                                                                | MASUECO                                                                | MASUECO                                                                |                                                                        |                                                                        |                                                                        |
|                                                                        | 6,050                                                                  |                                                                        |                                                                        |                                                                        | Corporario Aldeadávila de la Ribera                                    | Corporario Aldeadávila de la Ribera                                    | Corporario Aldeadávila de la Ribera                                    |                                                                        |                                                                        |                                                                        |
|                                                                        | 6,050                                                                  | Las Uces Vitigudino                                                    |                                                                        |                                                                        |                                                                        |                                                                        |                                                                        |                                                                        |                                                                        |                                                                        |